# Solaure en Diois
Solaure en Diois est, depuis le 1er janvier 2016, une nouvelle commune française située dans le département de la Drôme, en région Auvergne-Rhône-Alpes.
Née de la fusion des deux communes Aix-en-Diois et Molières-Glandaz, elle a pris le statut administratif de commune nouvelle et les deux communes le statut administratif de commune déléguée.

## Géographie

### Localisation
La commune de Solaure en Diois est limitrophe (au nord) de Die. Elle est rattachée à la communauté de communes du Diois.

### Hydrographie
La commune est traversée par la Drôme.

### Climat
Pour des articles plus généraux, voir Climat d'Auvergne-Rhône-Alpes et Climat de la Drôme.
En 2010, le climat de la commune est de type climat méditerranéen altéré, selon une étude du CNRS s'appuyant sur une série de données couvrant la période 1971-2000. En 2020, Météo-France publie une typologie des climats de la France métropolitaine dans laquelle la commune est exposée à un climat de montagne ou de marges de montagne et est dans la région climatique Alpes du sud, caractérisée par une pluviométrie annuelle de 850 à 1 000 mm, minimale en été.
Pour la période 1971-2000, la température annuelle moyenne est de 12 °C, avec une amplitude thermique annuelle de 17,5 °C. Le cumul annuel moyen de précipitations est de 904 mm, avec 9,3 jours de précipitations en janvier et 5,2 jours en juillet. Pour la période 1991-2020, la température moyenne annuelle observée sur la station météorologique de Météo-France la plus proche, « St Roman-Diois », sur la commune de Saint-Roman à 3 km à vol d'oiseau, est de 12,5 °C et le cumul annuel moyen de précipitations est de 800,3 mm,. Pour l'avenir, les paramètres climatiques de la commune estimés pour 2050 selon différents scénarios d'émission de gaz à effet de serre sont consultables sur un site dédié publié par Météo-France en novembre 2022.

## Urbanisme

### Typologie
Au 1er janvier 2024, Solaure en Diois est catégorisée commune rurale à habitat dispersé, selon la nouvelle grille communale de densité à 7 niveaux définie par l'Insee en 2022.
Elle est située hors unité urbaine. Par ailleurs la commune fait partie de l'aire d'attraction de Die, dont elle est une commune de la couronne,. Cette aire, qui regroupe 27 communes, est catégorisée dans les aires de moins de 50 000 habitants,.

## Toponymie

### Attestations
2015 : Solaure en Diois.

L'orthographe Solaure-en-Diois est quelquefois utilisée.
Le toponyme apparaît dans :
- le mont Salaure au nord de la commune (limite avec la commune de Die)[12].

Il est attesté en 1891 : Salores. Il était dénommé Sallores en 1645 (inventaire de la chambre des comptes) ;
- la grotte du Solaure (voir l'ancienne commune d'Aix-en-Diois), mentionnée en 1992[14].

## Histoire (depuis 2016)
Créée par un arrêté préfectoral du 26 novembre 2015, la commune est issue du regroupement des deux communes d'Aix-en-Diois et Molières-Glandaz, qui ont alors pris le statut administratif de commune déléguée.
Son chef-lieu est fixé au chef-lieu de l'ancienne commune d'Aix-en-Diois.

## Politique et administration

### Administration municipale
De 2016 à 2020, le conseil municipal de la nouvelle commune a été constitué de l'ensemble des conseillers municipaux des deux anciennes communes.
| Nom                  | Code Insee | Intercommunalité | Superficie (km2) | Population (dernière pop. légale) | Densité (hab./km2) |
| -------------------- | ---------- | ---------------- | ---------------- | --------------------------------- | ------------------ |
| Aix-en-Diois (siège) | 26001      | CC du Diois      | 16,49            | 358 (2013)                        | 22                 |
| Molières-Glandaz     | 26187      | CC du Diois      | 2,87             | 105 (2013)                        | 37                 |

Après les élections municipales de 2020, le conseil municipal est composé du maire, de quatre adjoints (Marie-France Allemand, Yves Bonnet, Jean-Michel Roux, Alain Bonnard) et de dix conseillers (Maryse Grosdidier, Florence Destrait, David Chanas, Jacqueline Carrer, Olivier Rey, Marie-Christine Monnot, Régis Liotard, Jean-Claude Lagier, Jean Pierre Fraud, Sandy Delort)[source insuffisante].

### Liste des maires
| Période                                                | Période                       | Identité                             | Étiquette        | Qualité                                             |
| ------------------------------------------------------ | ----------------------------- | ------------------------------------ | ---------------- | --------------------------------------------------- |
| Les données manquantes sont à compléter. : depuis 2016 |                               |                                      |                  |                                                     |
| 2016 (1 janv.)                                         | 2016 (3 août)                 | Angelo Vivenzio                      | DVG              | fonctionnaire (Eaux et forêts) maire d'Aix-en-Diois |
| 2016                                                   | 2020                          | Maurice Mollard                      | (sans étiquette) |                                                     |
| 2020                                                   | En cours (au 31 janvier 2021) | Maurice Mollard[source insuffisante] |                  | maire sortant                                       |

## Population et société

### Démographie
Avant la fusion des communes d'Aix-en-Diois, et Molières-Glandaz, le décompte de population était fait séparément : 
- Démographie d'Aix-en-Diois, jusqu'en 2012
- Démographie de Molières-Glandaz, jusqu'en 2012

L'évolution du nombre d'habitants est connue à travers les recensements de la population effectués dans la commune depuis sa création.

En 2022, la commune comptait 444 habitants, en évolution de −2,84 % par rapport à 2016 (Drôme : +2,64 %, France hors Mayotte : +2,11 %).
| 2018 | 2022 |
| ---- | ---- |
| 431  | 444  |

### Enseignement
La commune relève de l'académie de Grenoble.

### Manifestations culturelles et festivités
- Fête du village : le dernier samedi du mois de juillet ou le 1er août[réf. nécessaire].

### Médias
Le territoire de la commune se situe dans l'aire de diffusion de plusieurs médias :
- Presse écrite
  - Le Dauphiné libéré, quotidien régional qui consacre, chaque jour, y compris le dimanche, dans son édition de « La vallée de la Drôme » un ou plusieurs articles à l'actualité du canton et de la commune, ainsi que des informations sur les éventuelles manifestations locales, les travaux routiers, et autres événements divers à caractère local.
  - L'Agriculture Drômoise, journal d'informations agricoles et rurales, couvre l'ensemble du département de la Drôme.
  - Drôme Hebdo (ancien Peuple Libre), hebdomadaire chrétien d'informations.
  - Journal du Diois et de la Drôme.
- Presse audio-visuelle
  - France Bleu est une radio publique diffusée sur son territoire.

### Cultes
L'église et la communauté catholique de Solaure-en-Diois sont rattachées à la paroisse Saint-Marcel en Diois, laquelle couvre 37 communes et dépend du Diocèse de Valence.

## Culture locale et patrimoine

### Lieux et monuments
La mairie est installée dans l'ancienne gare SNCF désaffectée de Pont de Quart-Châtillon (ligne de Livron à Aspres-sur-Buëch).

### Patrimoine naturel
- Grotte du Solaure (stalagmites)[14].

### Héraldique, logotype et devise
|  | Solaure en Diois possède des armoiries dont l'origine et le blasonnement exact ne sont pas disponibles. |